# Sunn O)))
A Sunn O))) (IPA: /sʌn/) amerikai doom/drone metal/experimental metal zenekar.

## Története
Stephen O'Malley és Greg Anderson alapították 1998-ban Seattle-ben. A zenekart a Sunn erősítőmárkáról, pontosabban annak logójáról nevezték el. A zenekar tagjai elmondták, hogy a drone metal úttörőjének számító Earth hatására kezdték el ezt a műfajt űzni, sőt, az együttes neve is szójáték az Earth nevével. Pályafutásuk kezdetén még Mars néven tevékenykedtek, ez a név szintén az Earthre utal. 2003 óta koncerteken Csihar Attila (Mayhem, Tormentor) az együttes első számú énekese. Fő ismertetőjeleik az extrém lassú zenélés, a hosszú időtartamú dalok, a gitárok jelentős használata, illetve a ritmus teljes mértékű elkerülése. A drone metal műfaj második legnagyobb alakjának számítanak. Kultikus és népszerű zenekar a rajongók körében. A Sunn O))) látványos koncertjeik miatt is népszerű lett. Koncertjeiken a tagok csuklyában és hosszú köpenyben játszanak, nagyon hangosan. 2009-ben Magyarországon is felléptek. Előzenekaruk az amerikai Eagle Twin volt. Jelentős szerepet játszik a zenekar életében az együttműködés is, hiszen számtalan zenekarral és zenésszel is kollaboráltak már, pl. Ulver, Scott Walker, Boris, Earth.
Érdekességként még megemlítendő, hogy a Sunn O))) egyes lemezein Csihar Attila magyarul énekel.
2016-ban is eljutott Magyarországra az együttes. Ez alkalommal a kanadai "Big Brave" szolgált előzenekarként.

## Diszkográfia

### Stúdióalbumok
- ØØ Void (2000)
- Flight of the Behemoth (2002)
- White1 (2003)
- White2 (2004)
- Black One (2005)
- Oracle (2007)
- Monoliths and Dimensions (2009)
- Kannon (2015)
- Life Metal (2019)[1]
- Pyroclasts (2019)[1]

## Egyéb kiadványok
Demók
- The Grimmrobe Demos (1999)
- Rehearsal Demo Nov 11 2011 (2012)
- LA Reh 012 (2014)
- Downtown LA Rehearsal / Rifftape March 1998 (2018)

Minialbumok
- Veils It White (2003)
- Cro-Monolithic Remixes for an Iron Age (2004)
- Candlewolf of the Golden Chalice (2005)
- Oracle (2007)

Koncertalbumok
- The Libations of Samhain (2003)
- Live Action Sampler (2004)
- Live White (2004)
- La Mort Noir dans Esch/Alzette (2006)
- Dømkirke (2008)
- Grimmrobes Live 101008 (2009)
- Live at Primavera Sound Festival 2009 on WFMU (2009)
- Agharti Live 09-10 (2011)
- Undead: Live in Russia 11 August 2015 (2016)

Kollaborációs lemezek
- Angel Coma (az Earthszel, 2006)
- Altar (a Borisszal, 2006)
- Che (Pan Soniccal és Joe Prestonnal, 2008)
- Sunn O))) Meets with Nurse with Wound: The Iron Soul of Nothing (Nurse with Wounddal, 2011)
- Terrestrials (az Ulverrel, 2014)
- Soused (Scott Walkerrel, 2014)

Kislemezek
- The Horn and the Spear (2004)

Box setek (díszdobozos kiadások)
- WHITEbox (2006)